# Francisco Calle Mancilla
Francisco Calle Mancilla fou un militant anarcosindicalista, també conegut amb els malnoms de Florián o Moreno.
Després del desmantellament del Comitè Nacional de la CNT arran la detenció del secretari general Ismael Rodríguez Ajax l'octubre de 1961 fou l'encarregat de convocar un nou Comitè Nacional a Barcelona, que el nomenà Secretari General de la CNT l'abril de 1962. Fou confirmat en el càrrec després d'un plenari a Madrid el 1963. Durant el seu mandat fundà l'Aliança Sindical Obrera (ASO) i viatjà a Alemanya i Bèlgica per demanar suport a la Federació Internacionals d'Obrers Metal·lúrgics (FIOM) i a l'AFL-CIO.
El 7 de febrer de 1964 fou arrestat per la Brigada Político-Social amb els militants Mariano Pascual i José Cases Alfonso. Jutjat a Madrid el 14 d'agost de 1964 i condemnat a sis anys de presó per propaganda il·legal (edició de la revista Vórtice), sis mesos per associació il·lícita i a 100.000 pessetes de multa. Fou tancat a la presó de Burgos fins que fou deixat en llibertat condicional el 1966. El 1970 anà a viure a Barcelona, on va signar un acord amb Justo Martínez Amutio, de la UGT, en nom de l'ASO.